# Специалист по этике
«Специалист по этике» (англ. Ethical engineer) — роман американского писателя-фантаста Гарри Гаррисона, впервые изданный в журнале Analog Science Fiction в 1963 г., продолжает серию «Мир смерти» о приключениях Язона динАльта. Первая книжная публикация вышла в 1964 г..

## Сюжет
Майк Саймон (англ. Micah Simon), последователь партии Правды, похищает Язона с планеты Пирр и везёт его на Кассилию, чтобы предать суду. После выигрыша Язона и бегства с планеты владельцы казино сделали из него легенду, и теперь множество несчастных игроманов пытаются повторить подвиг «Язона-Три-Миллиарда». Язон безуспешно пытается убедить Майка, что некие абсолютные законы этики неприменимы для различных обществ. Язон подстраивает аварию, и корабль падает в океан на дикой, отсталой планете. Майк вытаскивает Язона на берег, где они попадают в плен к рабовладельцу Чаке. Его рабы, говорящие на эсперанто, движутся вдоль берега, собирая съедобные корнеплоды — креноджи (от эсп. krenoj — «корни хрена»). От девушки Айджейл (англ. Ijale) Язон узнаёт о существовании более развитых племён, но человечество на планете, по-видимому, впало в варварство. Чака продаёт Майка рабовладельцу Фасимбе. Язону приходится убить Чаку, он сам становится рабовладельцем.
Надеясь выкупить Майка, которого Фасимба перепродал дзертаноджам (D’zertanoj, от эсп. dezertanoj — «пустынники»), Язон отправляется к их предводителю Эдипону, но тот захватывает Язона и его рабов в плен. Дзертаноджи отвозят пленных на паровом автомобиле (кародже, от эсп. ĉaroj — «повозки») вглубь пустыни в посёлок Путлико, где они добывают и перерабатывают нефть. Язон сообщает Эдипону о своих догадках. Слепой и глухой к прогрессу Эдипон отказывается внести предложенные Язоном улучшения в переработку нефти, но привлекает его к ремонту кароджей. Дзертаноджи поколениями покупают кароджи по грабительским ценам у клана Трозеллингов из Апсалы, но сами ничего не понимают в их устройстве. Язон восстанавливает несколько неисправных кароджей и готовит восстание, но не приемлющий никакие революции и мятежи Майк выдаёт его дзертаноджам. Эдипон приказывает приковать Язона вместе с рабами, а Майку приказывает ремонтировать кароджи. Язон захватывает кародж и уезжает на нём вместе с Майком, Айджейл и Снарби — пленным наёмником из Апсалы. По приближении к Апсале Язон догадывается, что Снарби замышляет предательство, и просит Майка следить за ним во время его вахты, но Майк считает это неэтичным. Снарби похищает топливо для кароджа и скрывается.
Подошедший отряд апсальцев захватывает героев и отвозит их в крепость клана Перссонов (от эсп. personoj — «люди»). Апсала — архипелаг, населяющие его кланы воюют между собой, каждый из кланов обладает какой-то технологией. Перссоны обладают монополией на электричество. Предводитель клана Хертуг соглашается сотрудничать с Язоном. Язон вносит различные технические новшества, в том числе искровой передатчик, передающий сигнал SOS (Хертуг думает, что передатчик возносит ему хвалу). Подкупленная охрана Персонов отвозит Язона к клану Мастрегулов, местных химиков. Язон решает, что клан Мастрегулов слишком мелок для его целей, и сбегает от них. Язон задумывает вооружить Персонов, развязать войну и помочь им захватить все остальные кланы с их секретами, что даст мощный толчок развитию цивилизации. Узнав о его планах, Майк связывается с агентом могущественного клана Трозеллингов, обладающего монополией на паровые двигатели. Трозеллинги совершают налёт на крепость Перссонов, но захватывают лишь Айджейл. Перссоны собирают войско и с помощью парохода, вооружённого паровой катапультой, захватывают остров Трозеллингов, но Язон получает тяжёлое ранение в живот и понимает, что его ждёт смерть от перитонита. Его находит Мета, которая, обыскивая планеты, засекает сигнал SOS от передатчика, установленного в храме Перссонов. Мета, Язон, Айджейл и Майк добираются до шлюпки и улетают с планеты. Опасаясь ревности Меты, Язон предлагает высадить Айджейл на цивилизованной планете, оставив ей крупное денежное содержание. Неугомонный фанатик Майк завладевает пистолетом и приказывает идти на Кассилию, но Мета его обезвреживает.

## Герои

### Основные персонажи
- Язон динАльт
- Мета
- Майк Саймон

### Второстепенные персонажи
- Чака — первый хозяин Язона, рабовладелец, но по сути рабовладельцем становится сильнейший.
- Фасимба — хозяин другой группы рабов.
- Айджейл — девушка Язона, из группы Чака.
- Эдипон — глава племени дзертаноджей, занимающихся добычей и переработкой нефти.
- Хертуг Перссон — глава клана, владеющего тайнами электричества. С помощью Язона развязывает войну с целью господства над Апсалой.
- Мастрегулы — клан химиков. У них есть горящая вода (серная кислота).
- Троззелинги — клан механиков. Главная разработка — паровые машины и механизмы, передвигающиеся с её помощью — на земле кароджи (паровые автомобили), а по воде — пароход.

## Факты
- В 4-й главе упоминается, что на эсперанто говорят во многих мирах.